# Hasegawa Kenta
Kenta Hasegawa (sinh ngày 25 tháng 9 năm 1965) là một huấn luyện viên và cựu cầu thủ bóng đá người Nhật Bản, hiện đang là huấn luyện viên trưởng của câu lạc bộ J1 League Nagoya Grampus.

## Đội tuyển bóng đá quốc gia Nhật Bản
Hasegawa từng thi đấu cho đội tuyển bóng đá quốc gia Nhật Bản từ năm 1989 đến 1995.

## Thống kê sự nghiệp
| Đội tuyển bóng đá Nhật Bản | Đội tuyển bóng đá Nhật Bản | Đội tuyển bóng đá Nhật Bản |
| Năm                        | Trận                       | Bàn                        |
| -------------------------- | -------------------------- | -------------------------- |
| 1989                       | 11                         | 2                          |
| 1990                       | 6                          | 1                          |
| 1991                       | 0                          | 0                          |
| 1992                       | 0                          | 0                          |
| 1993                       | 5                          | 0                          |
| 1994                       | 2                          | 0                          |
| 1995                       | 3                          | 1                          |
| Tổng cộng                  | 27                         | 4                          |